# Temple maçonnique de Carentan
Le temple maçonnique de Carentan est un ancien lieu de rassemblement de francs-maçons, érigé à la fin XVIIIe siècle, situé à Carentan dans le département français Manche en région Normandie.

## Localisation
L'édifice se situe impasse des Saules, à Carentan, dans le département français de la Manche.

## Historique
Le temple maçonnique carentanais est créée le 18 septembre 1788, il abrite la loge maçonnique créée sous le nom de « Les Cœurs unis », dépendante de l'obédience du Grand Orient de France.

## Description
Un bas-relief en plâtre décorait l'ancienne loge maçonnique.

## Protection
Le bâtiment est inscrit au titre des monuments historiques par arrêté du 30 décembre 1983.